# 岩神愛
岩神 愛（いわかみ あい ）は、日本の絵本作家、エッセイスト。東京生まれ。
最新作は「ともだちになりたいトマト」。
野菜がお菓子やおもちゃに変身する「おかしになりたいピーマン」「おもちゃになりたいにんじん」「おばけになりたいなす」などの〝なりたいシリーズ〟（岩崎書店）の続編。シリーズは食育絵本としても注目され、ロングセラーとなっている。
エッセイストでもあり、イラストエッセーの新聞連載「猫の絵本」（2020年）、「永遠のきずニャ」（2023年）を発表し、全国の新聞に掲載された。
幼児教室での絵画工作、図画工作の講師の経験が長く、絵本と工作の双方を楽しめるワークショップにも取り組む。

## 経歴（絵本）
- 2010年、「青おにとふしぎな赤い糸」（PHP研究所）を刊行。2023年に、電子書籍で再版された。
- 2012年、「よなおしてんぐ5にんぐみ てんぐるりん!」（岩崎書店）を刊行。
- 2018年6月、「おかしになりたいピーマン」（岩崎書店）を刊行。第7回わかやま絵本大賞受賞[5]、第9回リブロ絵本大賞入賞[6]。2019年に韓国語版[7]、2020年に中国語版が出版[8]。絵や工作を教えていた幼児教室で、ピーマンを食べられない子どものためにつくった小さな絵本が、出版のきっかけになったという[4]。朝日新聞は「愛くるしいピーマンが子どもに食べてもらうため、お菓子に変身して奮闘する姿を描いた」と紹介[9]。宮崎日日新聞などは「相手の気持ちが分かると、ちょっと変われる」と報じた[10]。手話による絵本読み聞かせにも採用された[11]。
- 2019年8月、シリーズ続編の「おもちゃになりたいにんじん」（岩崎書店）を刊行。心にのこる子どもの本2020年選定図書[12]。2021年には中国語版が出版[13]。
- 2020年8月、なりたいシリーズ第3弾「おばけになりたいなす」（岩崎書店）を刊行。ポップでカラフルな絵と楽しいストーリーで「野菜嫌いの子どもに読んでほしいと願った食育絵本」「変装したナスを本の中からさがす『探し絵』の要素もあり、親子で楽しめる作品」などと、愛媛新聞や京都新聞などの新聞[1]の書評で評された。
- 2022年11月、「おひめさまになりたいチェルシー」（岩崎書店）を刊行。飼い猫だったスコティッシュフォールドをモデルに描いた絵本で、カラフルでポップな世界観に加え「子どもたちに『自分らしく工夫して夢をかなえる』ことの大切さ」を伝えるなどと新聞の書評で評された[14]。
- 2025年1月、「おともだちになりたいトマト」（岩崎書店）を刊行。

## 経歴（エッセイ）
- 2020年4月、イラストエッセイの新聞連載「猫の絵本」（全15回）が東京新聞など全国の多数の新聞に掲載された[2]。
- 2023年5月、自身のペットロスをテーマにしたイラストエッセイの新聞連載「永遠のきずニャ」（全12回）が東京新聞、日本海新聞、河北新報などで掲載[3]。ペットロスの経験にを基に、愛猫との生活を肯定的にとらえ、前向きに生きようとする内容で、大きな反響を呼んだ。

## 作品
- 「青おにとふしぎな赤い糸」（PHP研究所、2010年）ISBN 978-4-5697-8052-8
- 「よなおしてんぐ5にんぐみ てんぐるりん!」（岩崎書店、2011年）ISBN 978-4-2650-8104-2
- 「おかしになりたいピーマン」（岩崎書店、2018年）ISBN 978-4265081561
- 「おもちゃになりたいにんじん」（岩崎書店、2019年）ISBN 978-4265081646
- 「おばけになりたいなす」（岩崎書店、2020年）ISBN 9784265081721
- 「おひめさまになりたいチェルシー」（岩崎書店、2022年）ISBN 978-4-265-08187-5
- 「ともだちになりたいトマト」（岩崎書店、2025年）ISBN 9784265150069